# Kala Wewa
Kalawewa (Sinhala: කලා වැව) és una antiga reserva d'aigua al districte d'Anuradhapura a la Província Nord-Central, Sri Lanka. La seva circumferència és de 64.4 km i té una àrea total de 18,1 km² a plena capacitat. La longitud de la presa és de 6,879.9 m i l'alçada de 14.6 metres.

## Història
Aquesta reserva va ser construïda pel rei Dhathusena que va governar el país del 455 al 473 (en el segle V).
Els invasors tàmils que van arribar de l'Índia del sud van governar la part del nord del país durant el període del 429 al 455. El rei Dhathusena va derrotar els invasors i va unir el país i llavors va voler restaurar el sistema de reg construint diversos tancs, canals, etc., dins i a l'entorn d'Anuradhapura.
Després de la construcció de Kala Wewa, el rei va construir un altre reserva anomenat Balalu Wewa (Singalès: බලලු වැව) a prop de l'anterior i va connectar els dos tancs que van esdevenir junts l'embassament més gran de Sri Lanka. El seu fill Mahinda II que va governar el país del 777 al 797 va expandir encara més l'embassament. L'aigua de la reserva va ser transferida a la Thisa Wewa (singalès: තිසා වැව) a Anuradhapura per un antic canal de 86,9 km anomenat Jaya Ganga o Yoda Ella (singalès: යෝධ ඇල) que tenia un pendent d'un peu per milla però segons alguns historiadors és una polzada per milla.
El tanc s'alimenta des dels contraforts de l'extrem nord del districte muntanyós, mentre que el Dambulu Oya i el Mirisgoni Oya són els dos més grans aportador d'aigua. El tanc tenia una superfície total de 4.425 acres, o al voltant de set milles quadrades, amb un contorn de trenta milles. Terreny natural se situa al voltant de la major part del tanc però un enorme banc artificial corre al llarg del costat occidental, mesurant sis milles de longitud, amb una amplada de vint
peus a la part superior i una alçada mitjana de seixanta peus. És format per grans blocs de pedra i moviment de terres, i és proveït d'una paret fina de vessament de dos-cents peus d'ample i uns quaranta peus d'altura.

## Renovació
La primera restauració de l'embassament fou feta pel rei Parakramabahu I al segle xii. El tanc fou renovat diverses vegades antigament i també en el període del governador britànic Sir William Henry Gregory (1872–1877) 
i Sir Arthur Hamilton-Gordon (1883–1890). Després del govern britànic en el país el 1958, l'embassament va ser reconstruït connectant el tanc amb Balalu Wewa.

## Atractius
Hi ha una estàtua de Buda de 12 metres d'alt que fou construïda pel mateix rei que va crear el tanc. Aquesta estàtua és anomenada pel poble proper així que és anomenat el Buda d'Avukana (singalès: අව්කන බුදු පිළිමය) i pot ser vist mirant per damunt del tanc proper.

## Propòsit
La reserva va servir com un dels tancs de reg més grans en temps antics. Aportava aigua als petits tancs en àrees rurals pel camí, el canal Jaya Ganga portava aigua des del Kala Wewa i emmagatzemaven prou aigua en la Thisa Wewa per a la població de la llavors ciutat capital d'Anuradhapura.
Fou un dels principals emmagatzematges en el  Esquema de Reg del Mahaweli des de llavors fins a 1976, el tanc abastia a la població a la província Nord-Central. És utilitzat per la pesca i la flora, especialment les herbes en la seva vall, és la font principal d'ensitjar ramats de bestiar a l'àrea.

## Ruta
La carretera a Anuradhapura via Dambulla assoleix Kekirawa al Kekirawa Divisional Secretariat i d'allà la distància al tanc és 9.7 km.